# NGC 5025
NGC 5025 é uma galáxia espiral (Sb) localizada na direcção da constelação de Canes Venatici. Possui uma declinação de +31° 48' 31" e uma ascensão recta de 13 horas, 12 minutos e 44,8 segundos.
A galáxia NGC 5025 foi descoberta em 20 de Março de 1787 por William Herschel.